# Winter Haven
Winter Haven és una població dels Estats Units a l'estat de Florida. Segons el cens del 2000 tenia 26.487 habitants.

## Demografia
Segons el cens del 2000, Winter Haven tenia 26.487 habitants, 11.833 habitatges, i 6.934 famílies. La densitat de població era de 578,4 habitants/km².
Dels 11.833 habitatges en un 21,6% hi vivien nens de menys de 18 anys, en un 42,1% hi vivien parelles casades, en un 12,8% dones solteres, i en un 41,4% no eren unitats familiars. En el 36% dels habitatges hi vivien persones soles el 18,9% de les quals corresponia a persones de 65 anys o més que vivien soles. El nombre mitjà de persones vivint en cada habitatge era de 2,17 i el nombre mitjà de persones que vivien en cada família era de 2,81.
Per edats la població es repartia de la següent manera: un 20,9% tenia menys de 18 anys, un 6,8% entre 18 i 24, un 23,5% entre 25 i 44, un 21,4% de 45 a 60 i un 27,4% 65 anys o més.
L'edat mediana era de 44 anys. Per cada 100 dones de 18 o més anys hi havia 81,2 homes.
La renda mediana per habitatge era de 31.884 $ i la renda mediana per família de 39.657 $. Els homes tenien una renda mediana de 30.943 $ mentre que les dones 21.812 $. La renda per capita de la població era de 20.383 $. Entorn del 10,5% de les famílies i el 15% de la població estaven per davall del llindar de pobresa.

## Poblacions més properes
El següent diagrama mostra les poblacions més properes.